# Respecta
Respecta (łac. Diocesis Respectensis) – stolica historycznej diecezji we Cesarstwie rzymskim w prowincji Numidia zlikwidowana w VII w. podczas ekspansji islamskiej, współcześnie w północnej Algierii. Obecnie katolickie biskupstwo tytularne. 

## Biskupi tytularni
| Lp. | Biskup              | Funkcja                                           | Od                | Do                   |
| --- | ------------------- | ------------------------------------------------- | ----------------- | -------------------- |
| 1   | Paulo Evaristo Arns | biskup pomocniczy São Paulo (Brazylia)            | 2 maja 1966       | 22 października 1970 |
| 2   | Alexis Pham Van Lôc | biskup koadiutor Kon Tum (Wietnam)                | 27 marca 1975     | 2 października 1975  |
| 3   | James Stafford      | biskup pomocniczy Baltimore (USA)                 | 11 stycznia 1976  | 17 listopada 1982    |
| 4   | Cornelius de Wit    | emerytowany biskup San Jose de Antique (Filipiny) | 22 stycznia 1983  | 8 marca 2002         |
| 5   | Joseph Oudeman      | biskup pomocniczy Brisbane (Australia)            | 30 listopada 2002 |                      |